# Grand Coulee

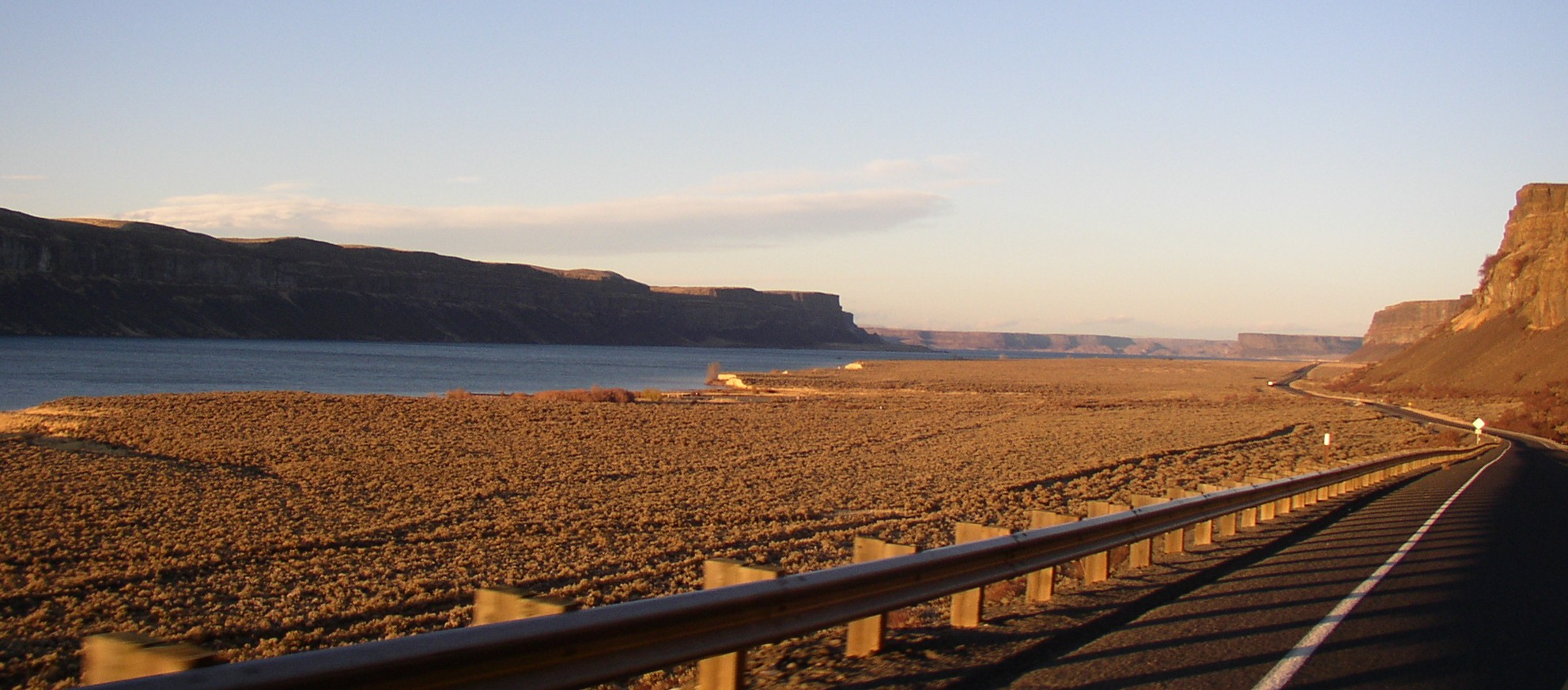
Kijkend noord-west in de Grand Coulee.

De Grand Coulee is een oude rivierbedding in de Amerikaanse staat Washington. Dit nationale natuurlijke monument strekt zich ongeveer 100 kilometer ten zuidwesten uit van de Grand Couleedam tot aan het Soap Lake en wordt door Dry Falls in tweeën gedeeld in de Upper en Lower Grand Coulee.
In 1935 werd het stadje Grand Coulee gesticht aan het noordelijke einde van de Grand Coulee vallei.